# 음력 10월 4일
음력 10월 4일은 음력 10월의 4번째 날이다.

## 문화
- 1996년 - SBS 파워FM 개국.

## 탄생
- 1921년 - 대한민국의 기업인 신격호.
- 1986년 - 대한민국의 가수 보아.

## 사망
- 491년 - 가락국의 제8대 국왕 질지왕.

## 같이 보기
- 음력 360일: 1월 2월 3월 4월 5월 6월 7월 8월 9월 10월 11월 12월
- 전날:10월 3일 다음날:10월 5일 - 전달:9월 4일 다음달:11월 4일
- 양력:10월 4일
- 음력, 윤달